# Rue Verbist
Pour les articles homonymes, voir Verbist.
La rue Verbist (en néerlandais : Verbiststraat) est une rue bruxelloise qui commence sur la commune de Saint-Josse-ten-Noode chaussée de Louvain à hauteur de l'église de Saint-Josse-ten-Noode et qui se termine sur la commune de Schaerbeek rue Thomas Vinçotte en passant par la rue de Liedekerke, la rue Braemt, la rue des Deux Tours, l'avenue Jottrand, l'avenue Georges Pètre, la rue Joseph Dekeyn, le boulevard des Quatre Journées, le square Félix Delhaye et la rue Eeckelaers.
La rue porte le nom d'un ancien bourgmestre de Saint-Josse-ten-Noode (1823-1842),
Urbain-Henri Verbist, né à Westerlo le 23 janvier 1778 et décédé à Saint-Josse-ten-Noode le 24 janvier 1852.

## Adresses notables
à Saint-Josse-ten-Noode :
- no 49 : Maison d’accueil Maendelleo ASBL
- no 52 : Maison Georges Pètre
- no 88 : CPAS
- no 105 Famille Onur